# Bisdom Ogdensburg
Het bisdom Ogdensburg (Latijn: Dioecesis Ogdensburgensis) is een rooms-katholiek bisdom met als zetel Ogdensburg, in de Amerikaanse staat New York. Het bisdom is suffragaan aan het aartsbisdom New York. 

## Geschiedenis
Het bisdom werd opgericht op 16 februari 1872, uit delen van het bisdom Albany.

## Parochies
Het bisdom had in 2021 een oppervlakte van 12.036 km2 en telde 498.000 inwoners waarvan 17,7% rooms-katholiek was.

## Bisschoppen
- Edgar Philip Prindle Wadhams (15 februari 1872 - 5 december 1891)
- Henry Gabriels (15 januari 1892 - 23 april 1921)
- Joseph Henry Conroy (21 november 1921 - 20 maart 1939; hulpbisschop sinds 11 maart 1912)
- Francis Joseph Monaghan (20 maart 1939 - 13 november 1942; coadjutor sinds 17 april 1936)
- Bryan Joseph McEntegart (5 juni 1943 - 19 augustus 1953)
- Walter Philip Kellenberg (19 januari 1954 - 16 april 1957)
- James Johnston Navagh (2 mei 1957 - 12 februari 1963)
- Leo Richard Smith (12 februari 1963 - 9 oktober 1963)
- Thomas Andrew Donnellan (28 februari 1964 - 24 mei 1968)
- Stanislaus Joseph Brzana (22 oktober 1968 - 11 november 1993)
- Paul Stephen Loverde (11 november 1993 - 25 januari 1999)
- Gerald Michael Barbarito (26 oktober 1999 - 1 juli 2003)
- Robert Joseph Cunningham (9 maart 2004 - 21 april 2009)
- Terry Ronald LaValley (23 februari 2010 - heden)

## Galerij van afbeeldingen

Wapen van het bisdom
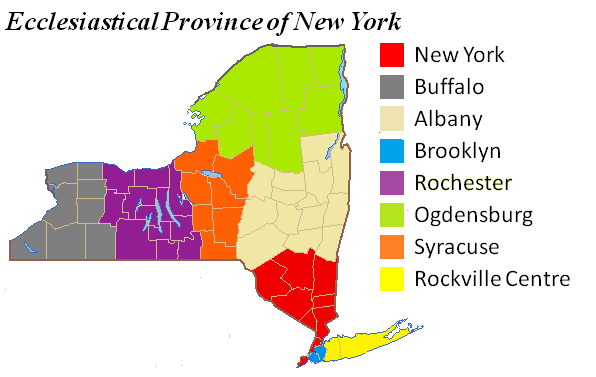
Kerkprovincie met aartsbisdom en suffragane bisdommen
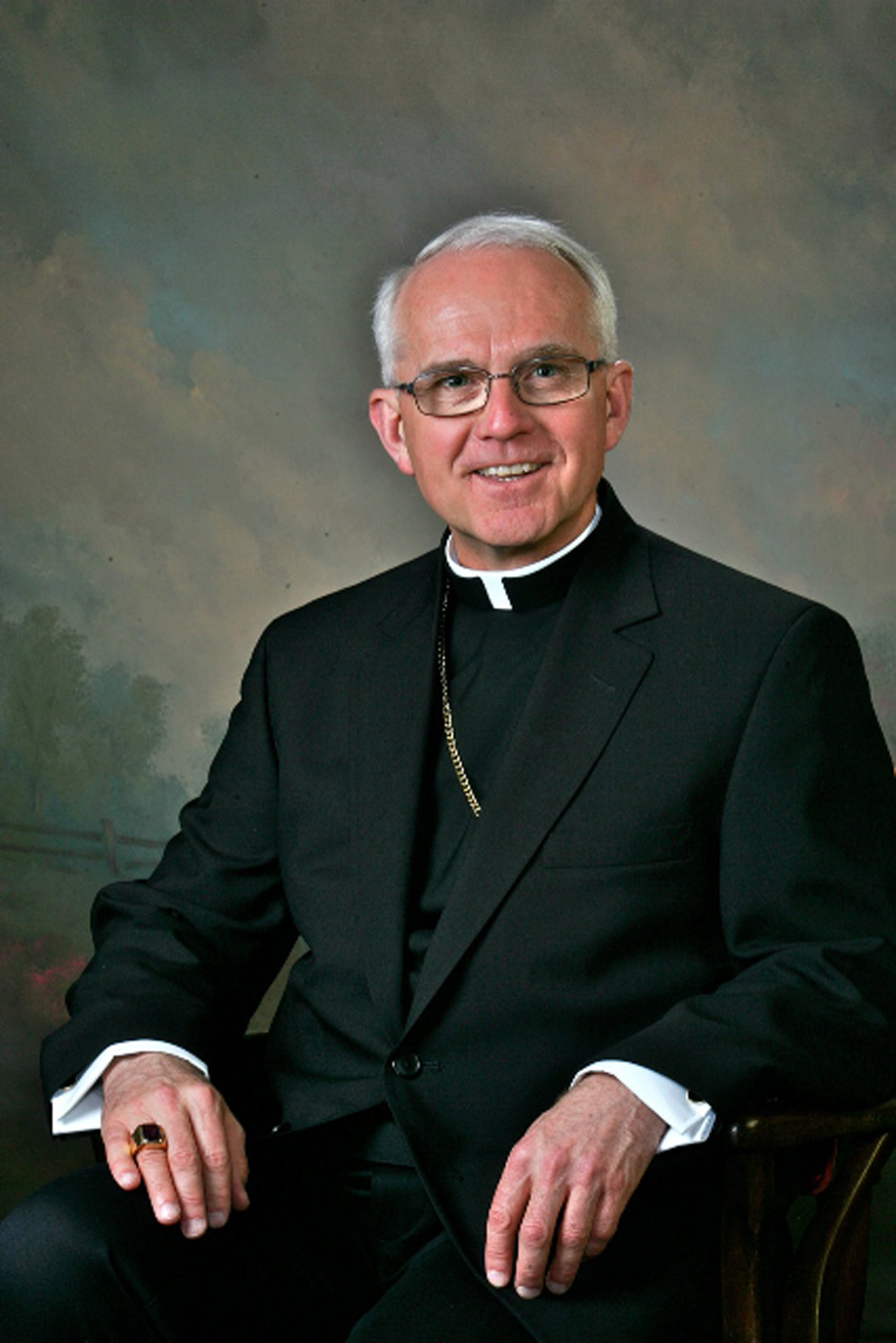
Bisschop Terry Ronald LaValley (2010-heden)

New York (aartsbisdom) · Albany · Brooklyn · Buffalo · Ogdensburg · Rochester · Rockville Centre · Syracuse